# Merlin (Spanje)

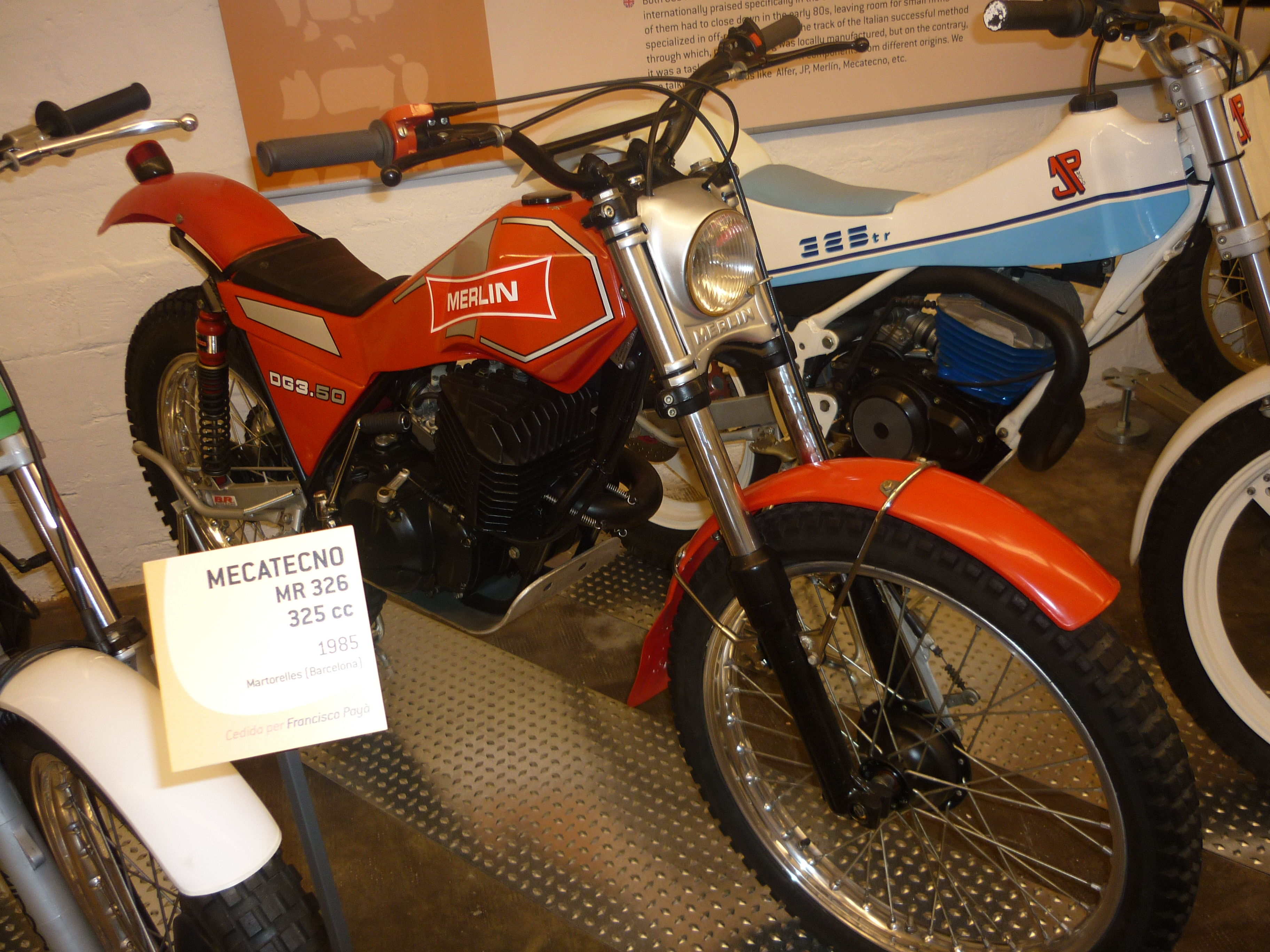
Merlin DG3 350cc (1982)

Merlin is een historisch merk van motorfietsen.
Grote man achter het Spaanse merk Merlin was Ignacio Bultó. Hij bouwde vanaf 1982 voornamelijk 50 cc machientjes. In 1983 kwam er een 350 cc trialmachine. Het motorblok kwam van Cagiva, dat rond die tijd een identieke machine op de markt bracht. In 1986 eindigde de productie van Merlin. Uit het merk Merlin ontstond in dat jaar GasGas.
- Er was nog een merk met de naam Merlin, zie Merlin (Australië).